# Gladstone, New Jersey
Gladstone är en ort i Somerset County, New Jersey, USA.